# Rienk Jelgerhuis

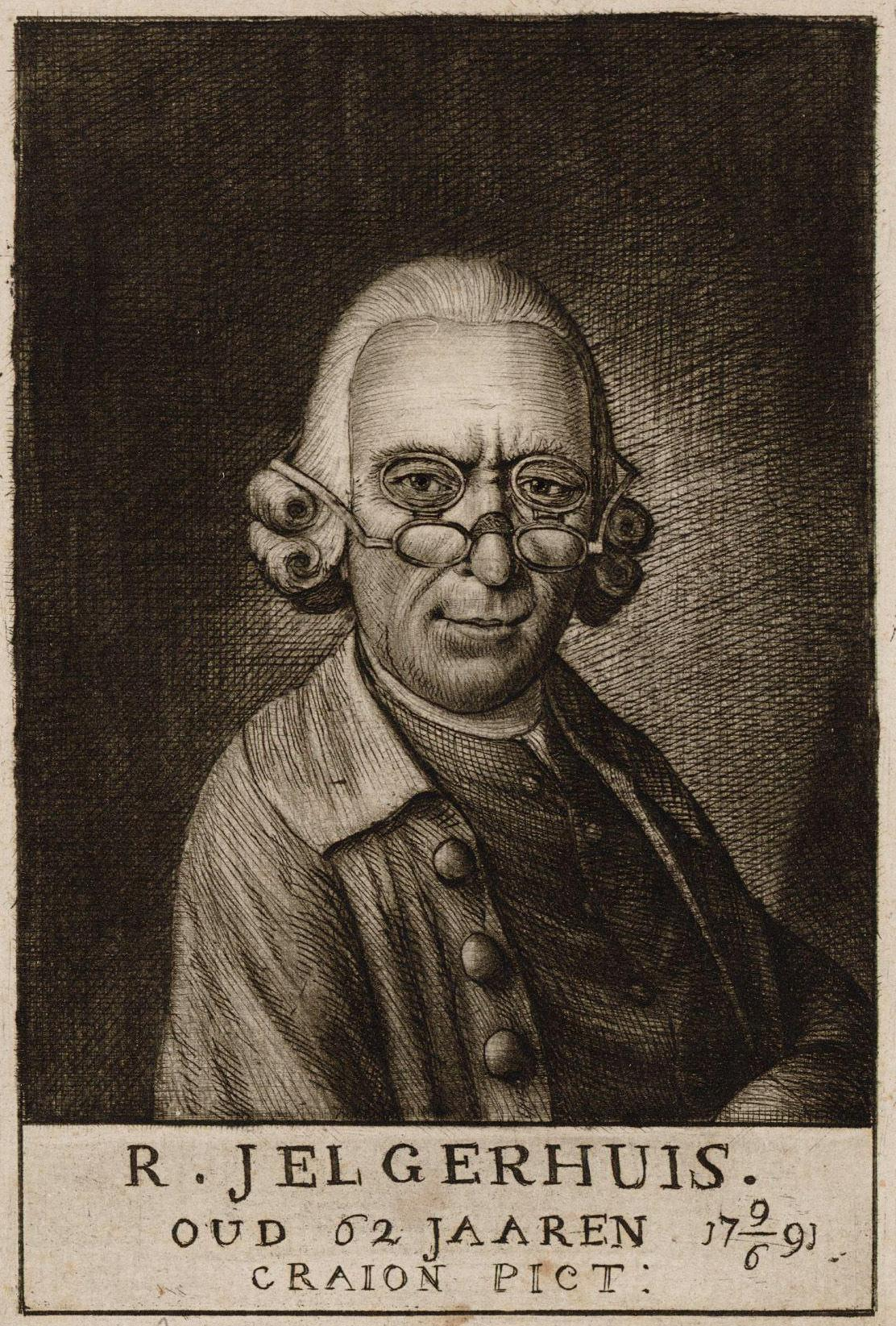
Zelfportret op 62-jarige leeftijd

Rienk Jelgerhuis (Leeuwarden, 13 april 1729 – Amsterdam, 17 april 1806) was een Nederlands schilder en graficus. Hij is tweemaal getrouwd geweest: in 1754 met Wikjen Jelgerhuis, en in 1769 met Catharina Hesselina van Greven. Hij was de vader en leermeester van de kunstschilder Johannes Jelgerhuis.
Jelgerhuis werkte rond 1797 in Kampen en daarna voornamelijk in Amsterdam. Hij vervaardigde onder meer stillevens, maar was bovenal een begaafd portrettist. Hij reisde veel rond om zijn bekwaamheden op dit terrein te gelde te maken. Uit zijn eigen aantekeningen blijkt dat hij zeker 7763 portretten maakte, in potlood en olieverf. Verder was hij bekwaam in het op overtuigende wijze weergeven van alledaagse voorwerpen met een trompe-l'oeil-effect.